# Aulacoderus nemoralis
Aulacoderus nemoralis es una especie de coleóptero de la familia Anthicidae.

## Distribución geográfica
Habita en Costa de Marfil.